# 대천항로
대천항로(Daecheonhang-ro)는 충청남도 보령시 대천동에 있는 도로로, 총 연장은 3.945 km이며, 국도 제36호선, 국도 제77호선의 일부를 이룬다.

## 유래
도로의 명칭이 유래된 것은 청룡초등학교 부근부터 시작하여 대천항까지 이어진 도로로 유래했기 때문이다.

## 역사
- 2010년 2월 26일 : 도로명으로 대천항로를 고시

## 주요 경유지
- 보령시
  - 신흑동

## 접촉하는 도로
- 대해로
- 광장진입로
- 머드광장로
- 원산대로
- 시영길
- 대천항중앙길

## 주요 건물 및 시설
- 신광철공소 (대천항로 178/신흑동 788-1)
- KT보령지점욕장분기국사 (대천항로 203/신흑동 827-1)
- 대천5동 행정복지센터 (대천항로 204/신흑동 2291)
- 보령소방서 신흑파출소 (대천항로 205/신흑동 827)
- 대천서중학교, 충남해양과학고등학교 (대천항로 212/신흑동 824)
- 충청남도교육청 해양수련원 (대천항로 240/신흑동 898-1)
- 한밭대학교 학생수련원 (대천항로 251/신흑동 2218-2)
- (구)해수욕장사업소 (대천항로 258/신흑동 2204-2)
- 어항빌 (대천항로 301/신흑동 911-69)
- 대천항수산물시장 (대천항로 334/신흑동 2240-6)
- 등대상회 (대천항로 351-1/신흑동 950-66)
- 신흑7통마을회관 (대천항로 370/신흑동 2240-7)
- 보령수협 (대천항로 389/신흑동 950-22)
- 대천어항우편취급소 (대천항로 390/신흑동 950-79)